# オレたちもっとやってま〜す
MBSオレたちもっとやってま〜すは毎日放送ラジオ（MBSラジオ）でかつて放送されていたラジオ番組である。
なお放送開始・終了日などはあくまで暦日で表記しているため、注意のこと。

## 概要
- 2001年4月3日放送開始、 2002年3月29日終了
- 当時平日の帯番組として放送されていた「MBSオレたちやってま〜す」の第2部と言える番組で、同じく2時00分から3時00分に放送されていた「オレたちXXXやってま〜すNEXT」がXXX枠終了に伴い改題され続投されたものである。ただし、放送曜日は火曜 - 金曜日（月曜 - 木曜深夜）となり土曜日（金曜深夜）は別番組（「ドラマの風」）となる。

- 番組は本社スタジオから放送される火曜日を除き、ほとんどがMBS東京支社スタジオからの収録、または生放送。野球シーズン中は「毎日放送ダイナミックナイター（現在の『MBSタイガースライブ』）」の試合時間延長により短縮･休止になる場合があった。

- 「MBSオレたちやってま〜す」の放送枠減少に伴い番組終了。一部の出演者は「MBSオレたちやってま〜す」に移動する事となった。

## 月曜日
前半（2001年4月 - 9月）
- アップダウン
- 堀越のり
- 原万紀子

前半（2001年10月 - 2002年3月）
- 田村ゆかり
- 三重野瞳
- 下町兄弟

後半　
- 千葉千恵巳
- 水樹奈々
- 小林美香(P-chicks)

## 火曜日
前番組から引き続き社会派ラジオを合言葉に放送していた。アメリカ同時多発テロが発生した2001年9月11日深夜、番組は普段は生放送であったがこの日はたまたま録音で、山田花子がゲストであったが、報道特別番組のため休止となり、その後も放送されることなく、お蔵入りとなった。
- 石田靖
- 南かおり
- 電話出演:井上公造

## 水曜日
2001年4月 - 9月
- DonDokoDon（山口智充・平畠啓史）
- しいなまお
- 野田順子
- 津川友美
- 森三中

2001年10月 - 2002年3月
- 布川敏和
- 島田奈央子

## 木曜日
2001年4月 - 9月
- 島田奈央子
- 下町兄弟

2001年10月 - 2002年3月
- DonDokoDon（山口智充・平畠啓史）
- しいなまお
- 津川友美
- 森三中

| 毎日放送ラジオ（MBSラジオ） 平日2時 - 3時（2001年4月 - 2002年3月の火 - 土）（月曜 - 金曜深夜） | 毎日放送ラジオ（MBSラジオ） 平日2時 - 3時（2001年4月 - 2002年3月の火 - 土）（月曜 - 金曜深夜） | 毎日放送ラジオ（MBSラジオ） 平日2時 - 3時（2001年4月 - 2002年3月の火 - 土）（月曜 - 金曜深夜）  |
| 前番組                                                                                         | 番組名                                                                                         | 次番組                                                                                          |
| ---------------------------------------------------------------------------------------------- | ---------------------------------------------------------------------------------------------- | ----------------------------------------------------------------------------------------------- |
| オレたちXXXやってま〜すNEXT                                                                    | MBSオレたちもっとやってま〜す                                                                  | - 火曜日 - 金曜日（月 - 木深夜）2:00 - 4:50:S - 土曜日（金曜深夜）2:00 - 3:30:まいど!石田靖です |